# Abbazia di Disibodenberg
L'abbazia di Disibodenberg è un'abbazia abbandonata in rovina in Germania, nel territorio comunale di Odernheim am Glan (Bad Sobernheim).

## Storia

### Fondazione
L'abbazia fu fondata dal monaco ed eremita irlandese san Disibodo.
Disibodo giunse in Francia come missionario verso l'anno 640, proveniente dalle scuole conventuali irlandesi. Egli ed i suoi tre assistenti, Giswald, Clemente e Sallusto operarono per circa 10 anni con scarso successo nelle Ardenne e nei Vosgi. Nel suo peregrinare Disibodo giunse con i suoi compagni nella valle del fiume Nahe, in un luogo del quale aveva avuto una visione onirica: «…dove il suo bastone, piantato in terra, metteva le foglie, dove una cerva bianca scavava con le zampe in terra una fonte di fresche acque e dove si univano due fiumi…» (così nella Vita Sancti Disibodi d'Ildegarda di Bingen). Essi si fermarono quindi alla confluenza del fiume Glan con la Nahe presso l'attuale Odernheim am Glan e vi eressero alcune celle, embrione della futura abbazia.
Ai piedi del monte locale si trovava già forse ai tempi dei Celti un santuario, rimasto utilizzato anche sotto la dominazione dell'Impero romano (fra l'altro vi fu rinvenuto un reperto archeologico risalente al II o III secolo consistente in un altare romano che mostra un lanciatore di giavellotto e nel IV secolo sul monte vi era un insediamento romano).
Qui, vicino alla fonte, Disibodo ed i suoi compagni costruirono una capanna ed iniziarono la predicazione del Vangelo alla popolazione pagana. Seguaci riconoscenti per il nuovo insegnamento eressero nella parte settentrionale del pié di monte un fonte battesimale. Disibodo morì in odore di santità nel 700, all'età di 81 anni. La sua tomba, fonte di miracoli, divenne presto una méta di pellegrinaggi.

### L'abbazia

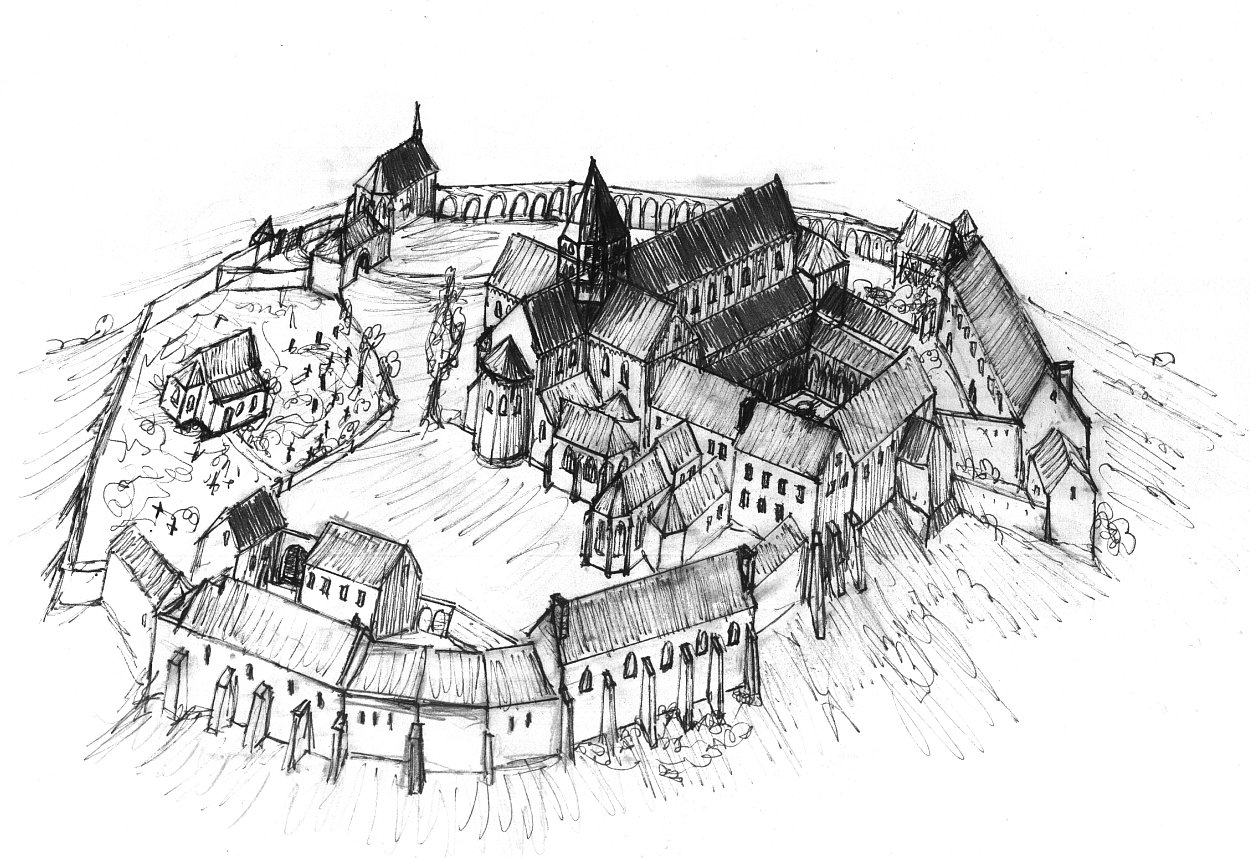
Il complesso abbaziale verso il 1500
Secondo una ricostruzione del 1986

Dopo la morte di Disibodo vennero eretti sul monte una chiesa ed un complesso abbaziale, che è annoverato fra uno dei primi nella provincia ecclesiastica di Magonza. Nel 745 san Bonifacio, vescovo di Magonza, visitò la tomba del missionario e traslò i suoi resti sotto l'altare della chiesa.
Normanni (882) ed Ungari (prima metà del X secolo), saccheggiarono e distrussero il complesso. I monaci fuggirono e gli edifici dell'abbazia andarono in rovina. L'abbazia venne chiusa dall'arcivescovo di Magonza Hatto II.
Tuttavia l'arcivescovo (e principe) di Magonza Villigiso si prese cura del complesso abbandonato, si recò egli stesso a Disibodenberg, fece erigere una nuova chiesa e restaurare gli edifici dell'abbazia. I resti di san Disibodo furono quindi traslati nella chiesa nuova. Villigiso affidò l'abbazia a dodici canonici di Magonza e la dotò riccamente con beni, terre ed introiti; egli conferì inoltre all'abbazia le parrocchie di Sobernheim, con la vicina Fronhofen, la chiesa di Auen e quella di Semendis più quelle di Hundsbach, Meckenbach, Kirchbollenbach e Offenbach am Glan.
Inoltre l'abbazia ebbe il diritto alle decime nelle sue terre, che riguardavano prevalentemente la raccolta di cereali e la produzione vinicola.
Il baliaggio sull'abbazia passò poi ai conti locali. Anche sotto i successori di Villigiso l'abbazia ricevette ricche donazioni, soprattutto perché molti nobili vi soggiornavano.
Nel 1096 l'arcivescovo Rutardo rimpiazzò i canonici dell'abbazia con monaci benedettini del convento magontino di San Giacomo, operazione che tuttavia venne realizzata, a causa di giochi di potere, solo undici anni dopo.
Sotto la guida dell'abate Burcardo (1108-1113) venne iniziata la costruzione di una nuova basilica cruciforme a tre navate, che venne consacrata nel 1143. La sua pianta, con i resti delle colonne è visibile ancor oggi. Nel 1138 vi furono traslati i resti di san Disibodo.

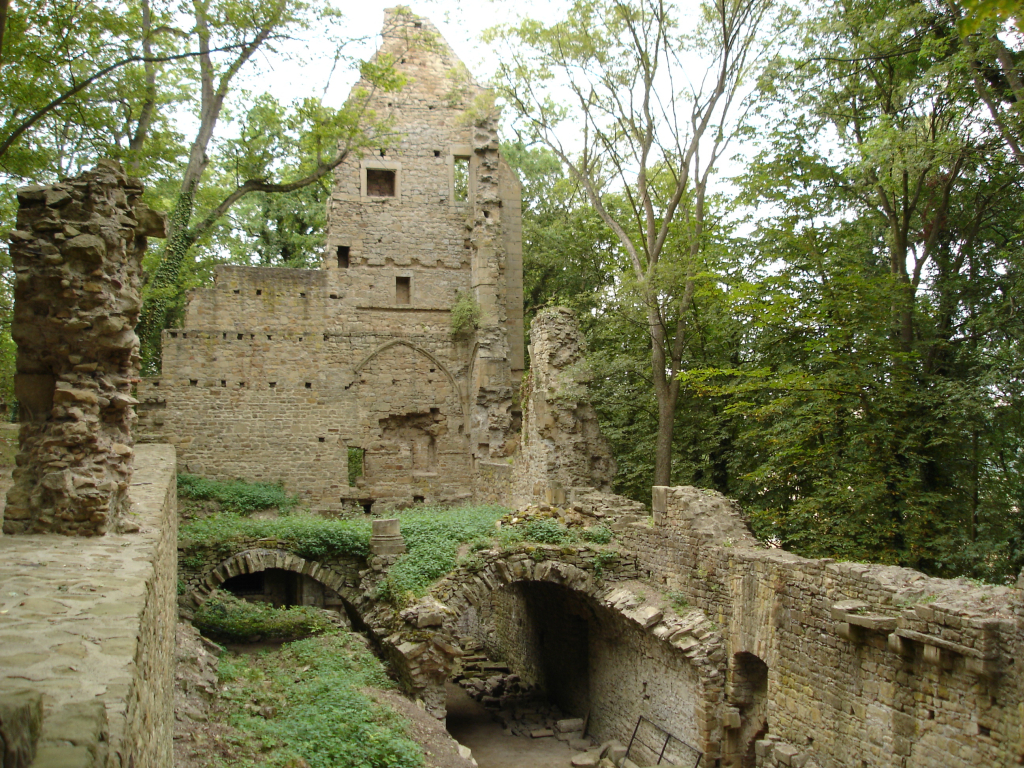
Abbazia di Disibodenberg: Timpano del Refettorio, iniziato nel 1240 dai Benedettini. Nel 1259 vi subentrarono i Cistercensi.

Dal 1108 la famiglia die conti di Sponheim fece erigere un convento di clausura femminile nel complesso abbaziale, che nel 1112 venne diretto dalla contessa Jutta von Sponheim, che vi si era ritirata prendendo ivi i voti insieme ad Ildegarda (di Bermersheim od Hosenbach), che diventerà santa Ildegarda.
Dopo la morte di Jutta divenne direttrice (magistra) del convento femminile, nel 1136, Ildegarda. Ella tuttavia tra il 1147 e il 1151 si trasferì con le sue monache nel nuovo monastero di Rupertsberg presso Bingen.
L'Abate Dodechin redasse verso il 1240 gli annali dell'abbazia. Nuove donazioni di conti e cavalieri arricchirono ancor più l'abbazia. Uomini eruditi, che colà vivevano, accrebbero ancor di più la sua fama come santuario.
A causa di una faida che oppose l'arcivescovo di Magonza Sigfrido III di Eppstein a Corrado II di Kyrburg, della famiglia dei Wildgrafen, ebbe luogo fra il 1240 ed il 1242 una vera e propria guerra che condusse all'indebitamento della ricca abbazia. Inoltre la situazione venne aggravata dalla diffusione di incursioni di predoni.
Nel 1259 con l'arcivescovo di Magonza Gerardo I di Dhaun i benedettini, che già avevano lasciato una gran parte dell'abbazia ai Cistercensi, vennero definitivamente sostituiti da questi ultimi, provenienti dall'abbazia di Otterberg, un'affiliata a quella di Eberbach, filiazione dell'abbazia primigenia di Clairvaux.
Sotto la loro rigida disciplina a la eccellente amministrazione i debiti vennero presto saldati e le sorti dell'abbazia rifiorirono per la terza volta: questa fase durò per circa due secoli e mezzo, poi avvenna la caduta definitiva.

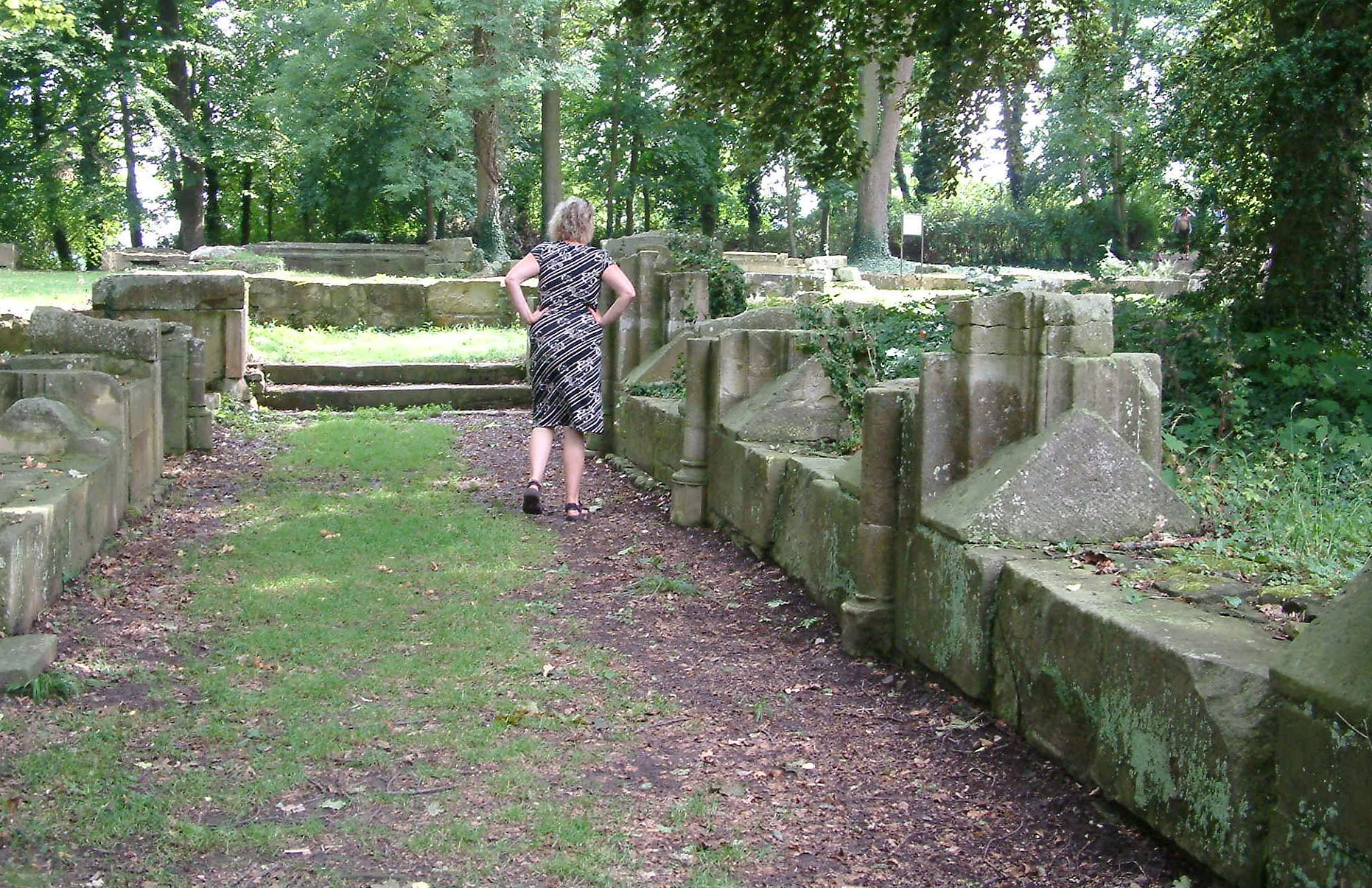
Parte della crociera. Le lastre tombali sono ricoperte dalla terra.

Tanto la guerra del 1471 fra il principe elettore Federico I del Palatinato ed il duca Ludovico I del Palatinato-Zweibrücken come quella di successione di Landshut del 1504 portarono grossi danni alla valle del Nahe ed anche all'abbazia di Disibodenberg, che venne completamente saccheggiata. Nel corso della guerra dei contadini tedeschi al contrario l'abbazia subì pochi danni ma la riforma protestante, che nella zona della Nahe trovò fertile terreno, portò allo scioglimento dell'abbazia. Nel 1559 l'ultimo abate, Peter von Limbach, cedette l'abbazia al balivo magontino duca Wolfgang zu Zweibrücken. Seguirono la secolarizzazione e l'affidamento ad un amministratore.
La guerra dei trent'anni e quella di successione del Palatinato portarono con sé molteplici devastazioni e cambi di padrone. Gli spagnoli del generale marchese Spinola avevano cercato nel 1631 e nel 1639 con i benedettini di far rifiorire l'abbazia ma senza successo. Nel 1768 quanto restava dell'abbazia andò all'Elettorato Palatino.

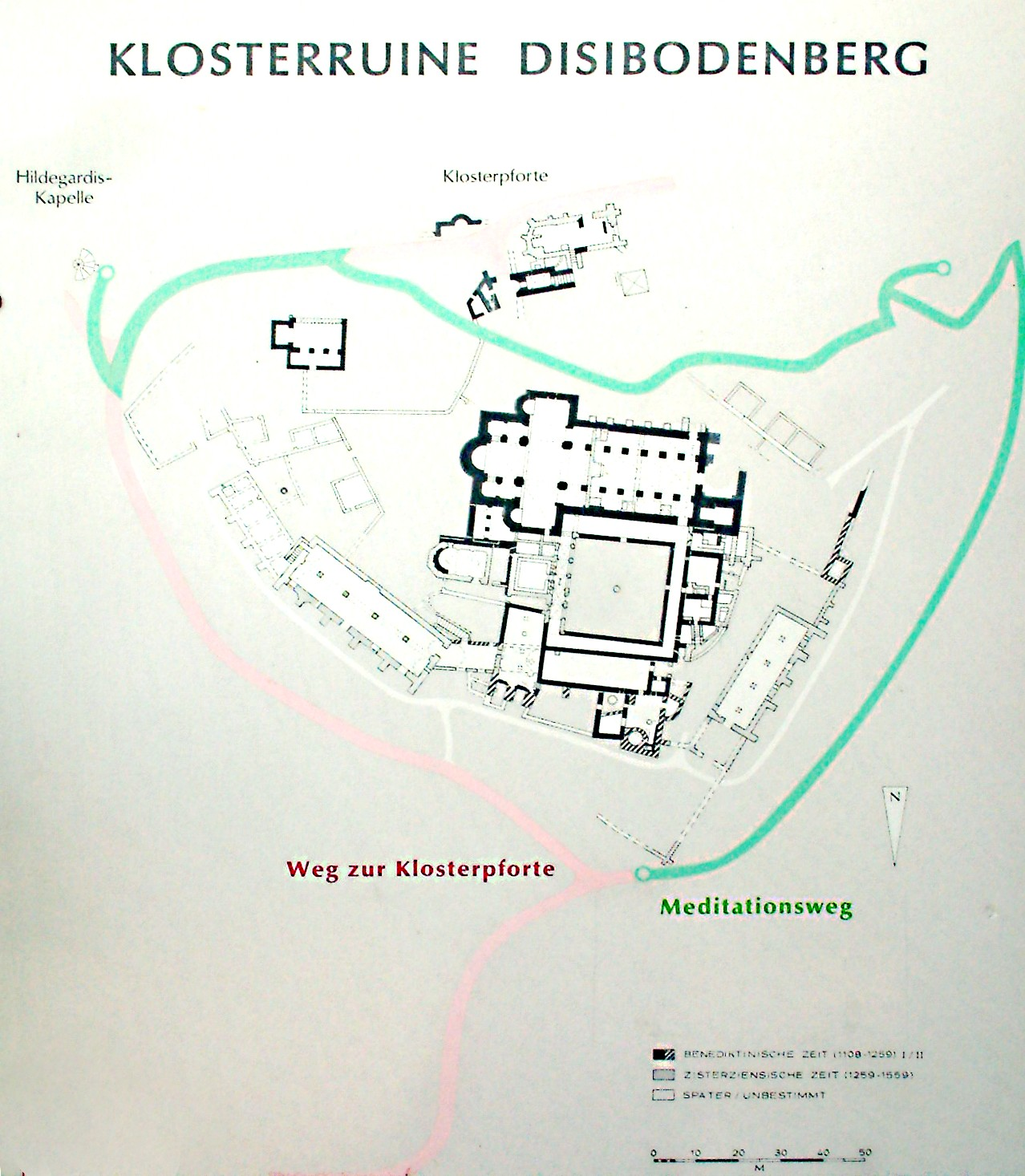
Pianta del complesso abbaziale.

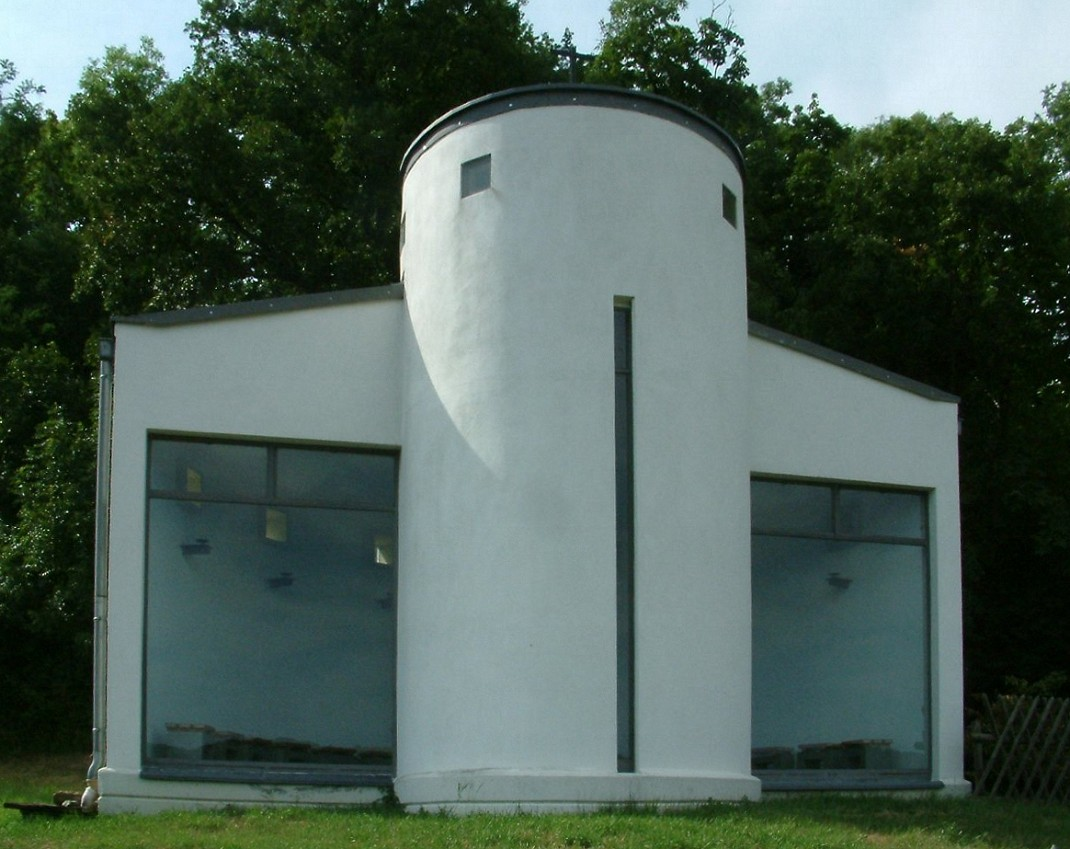
Cappella di santa Ildegarda.

Ancora fino al 1790 una gran parte degli edifici abbaziali erano in buono stato, ma i francesi estesero, nel periodo tra il 1797 ed il 1814, il loro territorio oltre la riva sinistra del Reno e dichiararono il complesso abbaziale proprietà nazionale, vendendo terreni e fabbricati al miglior offerente.
Il complesso divenne, nel 1809, proprietà delle famiglie Großarth e Gutenberger. Gli edifici abbaziali vennero così utilizzati come cave per materiali da costruzione. I conci della chiesa furono utilizzati per costruire abitazioni a Odernheim e Staudernheim e il ponte di quest'ultima località venne ricostruito con i pilastri della chiesa.
Dal 1842 al 1844 Peter Wannemann, come proprietario della corte e del convento, liberò le rovine, lasciando il luogo aperto ai visitatori. Una prima pianta dell'abbazia venne redatta.
L'Ufficio per la cura dei Monumenti di Magonza iniziò nel 1985 scavi archeologici e lavori di messa in sicurezza di ciò che rimaneva del complesso abbaziale. L'ultima proprietaria, baronessa von Racknitz, trasferì nel 1989 l'ex territorio abbaziale alla Fondazione SCIVIAS.
Oggi la zona abbaziale può essere visitata. Durante il Servizio divino l'ingresso alla piccola cappella ed al complesso abbaziale è libero. Un Museo abbaziale espone una serie di stucchi e di oggetti preziosi, tra i quali belle sculture in pietra del periodo cistercense (dal 1259 al 1559).
Le rovine dell'abbazia di Disibodenberg ricoprono circa 2,5 ettari. Indicazioni e tavole con mappe forniscono al visitatore delucidazioni sui lavori. Di due fabbricati esistono ancora gli alti timpani e resti in buono stato dei muri consentono uno sguardo sull'antico complesso abbaziale.